# Bucklesham
Bucklesham är en by och en civil parish i distriktet East Suffolk, Suffolk, England. Orten har 542 invånare (2001). Den har en kyrka.